# Temporada 1979-1980 del Liceu
La temporada d'òpera 1979-1980 va tenir lloc al Gran Teatre del Liceu entre el 27 de novembre i el 24 de febrer. Es van presentar 17 òperes diferents integrades en 16 programes. Una òpera amb caràcter d'estrena i quatre importants reposicions. Entre elles Lakmé, que portava més de trenta anys sense figurar en el repertori del Gran Teatre i una altra, Les contes d'Hoffmann, que sobrepassava el mig segle sense que les seves notes s'haguessin deixat sentir en aquest escenari.
En aquesta temporada es va poder escoltar per primera vegada Die lustige Witwe de Franz Lehár cantada en l'idioma original en alemany, fins llavors s'havia fet en italià.
| Temporada 1979-1980 del Liceu |                         |                        |                      | |                              |                                    |
| Òpera                         | Compositor              | Director musical       | Director d'escena    | Papers principals | Producció                    | Dates                              |
| Lohengrin                     | Richard Wagner          | Tamas Ferkai           | Matthias Aeschbacher | Marita Napier, Eva Illes, Penti Perksalo, Raimund Herinck, Erick Knodt, Vladimir de Kanel |                              | 27, 29 de novembre i 2 de desembre |
| Otello                        | Giuseppe Verdi          | Giuseppe Morelli       |                      | Pedro Lavirgen, Aurea Gomes, Gianpiero Mastromei |                              | 1, 4 i 8 de desembre               |
| Macbeth                       | Giuseppe Verdi          | Giuseppe Morelli       | Giampaolo Zennaro    | Angeles Gulin, Benito Di Bella, Marc Alexander, Pere Cabau Farres, Josep Ruiz, Míriam Ucelay |                              | 6, 9, 13 de desembre               |
| Così fan tutte                | Wolfgang Amadeus Mozart | Alexander Sander       | Vittorio Patanè      | Norma Giusti, Biancamaria Casoni, Raimundo Mettre, Eddy Martelli, Domenico Trimarchi, Sesto Bruscantini |                              | 12, 14 i 16 de desembre            |
| Rigoletto                     | Giuseppe Verdi          | Giuseppe Morelli       | Dídac Monjo          | Adriana Anelli, Montserrat Aparici, Umberto Grilli, Matteo Manuguerra, Antoni Borràs, Carlos Rivas, Vicente Esteve |                              | 19, 21, 23 de desembre             |
| Andrea Chénier                | Umberto Giordano        | Eugenio M. Marco       | Giuseppe de Tomassi  | Montserrat Caballé, Josep Carreras, Joan Pons, Montserrat Aparici, Piero di Palma, Ozario Mori, Simone Alaimo, Rosa Maria Ysàs, Cecília Fondevila, Manuel Garrido, Eduard Soto, Alfredo Heilbron, Rafael Campos, Joan Baptista Rocher, Félix Vargas |                              | 25, 27 de desembre i 1 de gener    |
| Turandot                      | Giacomo Puccini         | Eugenio M. Marco       | Giuseppe de Tomassi  | Montserrat Caballé, Pedro Lavirgen, Maria Rosa Carminati, Enric Serra i Llobet, Piero di Palma, Giancarlo Tosi |                              | 30 de desembre, 1 i 3 de gener     |
| Lucia di Lammermoor           | Gaetano Donizetti       | Gianfranco Rivoli      | Lolita Poveda        | Leo Nucci, Adriana Anelli, Beniamino Prior, Giancarlo Tosi, Josep Ruiz, Alfredo Hellbron |                              | 6, 10, 12 de gener                 |
| La Cenerentola                | Gioacchino Rossini      | Enrico de Mori         | Paolo Montarsolo     | Juanita Porras, Carme Decamp, Rosa Maria Ysàs, Eduardo Giménez, Alberto Rinaldi, Alfredo Mariotti, Paolo Montarsolo |                              | 9, 11 i 13 de gener                |
| Lakmé                         | Léo Delibes             | Jesus Etcheverry       |                      | Chantal Bastide |                              | gener                              |
| Madama Butterfly              | Giacomo Puccini         | Gerardo Pérez Busquier | Dídac Monjo          | Akiko Kuroda, Montserrat Aparici, Francesca Roig, Gaetano Scano, Alberto Noli, Dídac Monjo, Manuel Garrido, José Luis Barrera, Rafael Campos |                              | 10, 12, 16 febrer                  |
| Elektra                       | Richard Strauss         | János Kulka            | Werner Michael Esser | Anny Schlemm, Danica Mastilović, Gerlinde Lorenz, Fritz Uhl, Theo van Gemert, Pere Farrés, Antonio Bernal, Rafael Campos, Cecília Fondevila, Lucila Dávila, Beatriz Llaneza, Margarita Goller, Míriam Ucelay, Àngels Miró                           |                              | 14, 17, 21 febrer                  |
| Die lustige Witwe             | Franz Lehár             | Walter Goldschmidt     | Horst Zander         | Josef Kepplinger, Felicitas Morawitz, Wolfgang Siesz, Eva Maria Barta, Georg Hurny, Klaus Ofczarek, Peter Karner, Alexander Posch, Erika Roth, Silvio Carli, Roswitha Leski-Posch, Richard Brantner, Judith Pfiszter, Willy Popp                    | Companyia de l'Òpera de Graz | 20, 22, 24 febrer                  |